# Euraziatische Jeugdunie
De Euraziatische Jeugdunie (Russisch: Евразийский союз молодёжи, Yevraziyskiy soyuz molodozhi) is de jeugdafdeling van de Eurazië-partij van Aleksandr Doegin.
De Euraziatische Jeugdunie werd op 26 februari 2005 opgericht als jongerenafdeling van de in 2002 opgerichte Eurazië-partij. Net als de moederpartij laat de Euraziatische Jeugdunie zich leiden door een synthese van neo-Eurazianisme, traditioneel conservatisme en de denkbeelden van Nieuw Rechts. De grote vijanden van de Euraziatische Jeugdunie zijn naar eigen zeggen de Verenigde Staten van Amerika, globalisten en liberalen. Ook is men gekant tegen de etnisch Russische nationalistische beweging in Rusland. De Jeugdunie verzet zich tegen een zogenaamde Oranjerevolutie in Oekraïense trant in Rusland. Afdelingen werden ook buiten de Russische Federatie opgericht, onder meer in Oekraïne. Op beschuldiging van vandalisme werd de Oekraïense tak in 2011 op last van de overheid aldaar verboden. Jeugdafdelingen met een paramilitair karakter zijn actief in de Volksrepubliek Loegansk en de Volksrepubliek Donetsk.
De Euraziatische Jeugdunie wordt geleid door Pavel Kanishchev en Aleksandr Bovdoenov. In het verleden was Pavel Zarifullin voorzitter van de Jeugdunie.